# La ragazza del lago
La ragazza del lago è un film del 2007 diretto da Andrea Molaioli, al suo debutto registico, ispirato al romanzo della scrittrice norvegese Karin Fossum Lo sguardo di uno sconosciuto (Se Deg ikke Tilbake!/Don’t look back, 1996), ripubblicato poi dopo l'uscita del film con il titolo del film stesso. Il film è vincitore di 10 David di Donatello.

## Trama
Il commissario Giovanni Sanzio, padre di una ragazza e marito di una donna ricoverata per una grave malattia del sistema nervoso, indaga sull'omicidio di una studentessa giocatrice di hockey, rinvenuta morta e nuda sulle sponde dei laghi di Fusine vicino a Tarvisio in Friuli-Venezia Giulia.
L'indagine investe le famiglie di un intero villaggio perché la comunità è piccola e isolata e quindi il crimine è senz'altro maturato in una delle poche famiglie del paese. I potenziali assassini vengono interrogati dal commissario e il cerchio si stringe. Le verità nascoste risulteranno angosciose, tristi e sconcertanti. L'apparente incanto del paese  rimarrà sospeso nel ritorno del silenzio lungo le rive del lago.

## Distribuzione
Il film è uscito nelle sale cinematografiche italiane il 14 settembre 2007.
Costato 2,4 milioni di euro è riuscito a coprire i costi incassando 4,7 milioni.

## Colonna sonora
La colonna sonora è stata realizzata da Teho Teardo. Nei titoli di coda del film vengono indicate le musiche presenti nel film. Dall'album Excellent swimmer - Modern Institute del 2006 sono state tratte: International rustic, Ambientone e ECM Haircuts; dall'album Sounds like physical exercise del 2006: s/nord; dall'album Giorni rubati, sempre del 2006: Stolen Days.
La colonna sonora del film è stata pubblicata da Universal, in contemporanea con l'uscita nelle sale del film.

### Tracce
1. Ciuspi (Praticamente Sanzio)
2. Garampo
3. Me Neither / Cucina
4. International Rustic
5. S/Nord
6. Dax
7. Sollievo
8. Fusine
9. Rustico
10. Haircuts
11. Garampo (Reprise)
12. Sollievo (Reprise)
13. Ecm Haircuts
14. Jig

## Riconoscimenti
- 2007 - Mostra del Cinema di Venezia
  - Premio Pasinetti a Toni Servillo
- 2008 - David di Donatello
  - Miglior film a Andrea Molaioli, Nicola Giuliano e Francesca Cima
  - Miglior regia a Andrea Molaioli
  - Miglior regista esordiente a Andrea Molaioli
  - Migliore sceneggiatura a Sandro Petraglia
  - Miglior produttore a Nicola Giuliano e Francesca Cima
  - Miglior attore protagonista a Toni Servillo
  - Miglior fotografia a Ramiro Civita
  - Miglior montaggio a Giogiò Franchini
  - Miglior sonoro a Alessandro Zanon
  - Migliori effetti speciali visivi a Paola Trisoglio e Stefano Marinoni (Visualogie)
  - Nomination Migliore attrice protagonista a Anna Bonaiuto
  - Nomination Miglior attore non protagonista a Fabrizio Gifuni
  - Nomination Miglior colonna sonora a Teho Teardo
  - Nomination Miglior trucco a Fernanda Perez
  - Nomination Migliore scenografia a Alessandra Mura
- 2008 - Nastro d'argento
  - Miglior regista esordiente a Andrea Molaioli
  - Migliore sceneggiatura a Sandro Petraglia
  - Migliore attore protagonista a Toni Servillo
  - Nomination Miglior produttore a Francesca Cima e Nicola Giuliano
  - Nomination Migliore attrice non protagonista a Anna Bonaiuto
  - Nomination Migliore direttore della fotografia a Ramiro Civita
- 2008 - Globi d'oro
  - Miglior opera prima a Andrea Molaioli
  - Miglior sceneggiatura a Sandro Petraglia
  - Nomination Miglior attore a Toni Servillo
  - Nomination Miglior fotografia a Ramiro Civita
- 2008 - Ciak d'oro
  - Miglior produttore a Francesca Cima e Nicola Giuliano[1]
  - Miglior opera prima a Andrea Molaioli[1]
  - Miglior sceneggiatura a Sandro Petraglia[1]
  - Migliore sonoro in presa diretta a Alessandro Zanon e Alessandro Palmerini[1]